# Mike Krzyzewski
Michael Williams "Mike" Krzyzewski (Chicago, Illinois, 13 de febrer de 1947), és un entrenador de bàsquet estatunidenc. És entrenador principal dels Duke Blue Devils, equip de bàsquet universitari de l'NCAA. A més, ha estat entrenador principal de l'equip nacional dels Estats Units al Mundial del Japó de 2006 i als Jocs Olímpics de Pequín 2008 i de Londres 2012
També anomenat Coach K., ha portat els Blue Devils de Duke a guanyar 5 campionats de la NCAA, arribar a 13 Final Four (màxim de la història de la competició, superant un altre mite com John Wooden) i 15 campionats de l'ACC, en 28 temporades amb l'equip. Ha estat escollit com a millor entrenador a nivell estatal de la NCAA 8 temporades (1986, 1989, 1991, 1992, 1997, 1999, 2000, 2001).
En l'habitual quantificació estadística de l'esport als EUA, coach K té uns registres impressionants de victòries-derrotes, amb un balanç de 1170-361 amb 76,4% de victòries. La seva etapa a Duke és encara millor amb 1097-302 i 78,4%.
Va ser nominat i posteriorment escollit com a membre del Basketball Hall of Fame l'any 2001 per la seva carrera individual d'entrenador. Algunes fonts parlen d'una segona nominació el 2010 amb el tribut i nominació col·lectiva de l'anomenat "Dream Team" on Coach K era entrenador ajudant d'una altre llegenda, Chuck Daly. Al registre del Naismith Memorial Basketball Hall of Fame figura la seva entrada del 2001. És conegut també per dirigir el “Redeem Team" que havia de tornar a l'equip nacional estatunidenc al cim després de varies decepcions, i finalment van aconseguir la medalla d'or als jocs olímpics de 2008.
A finals de la temporada de 2021-2022 el llegendari Coach K va decidir posar fi a la seva carrera com a entrenador.